# 馬丁·欣特雷格
馬丁·欣特雷格（德語：Martin Hinteregger；1992年9月7日—）是一位已退役奧地利足球運動員。在場上的位置是後衛。最後效力於德甲球隊法兰克福，曾效力於薩爾斯堡。他也代表奧地利國家足球隊參賽。

## 國家隊生涯
2021年，欣特雷格被選入奥地利隊2020年歐洲國家盃大名單。